# Bodendenkmal Steinbruch Rosenthaler Weg

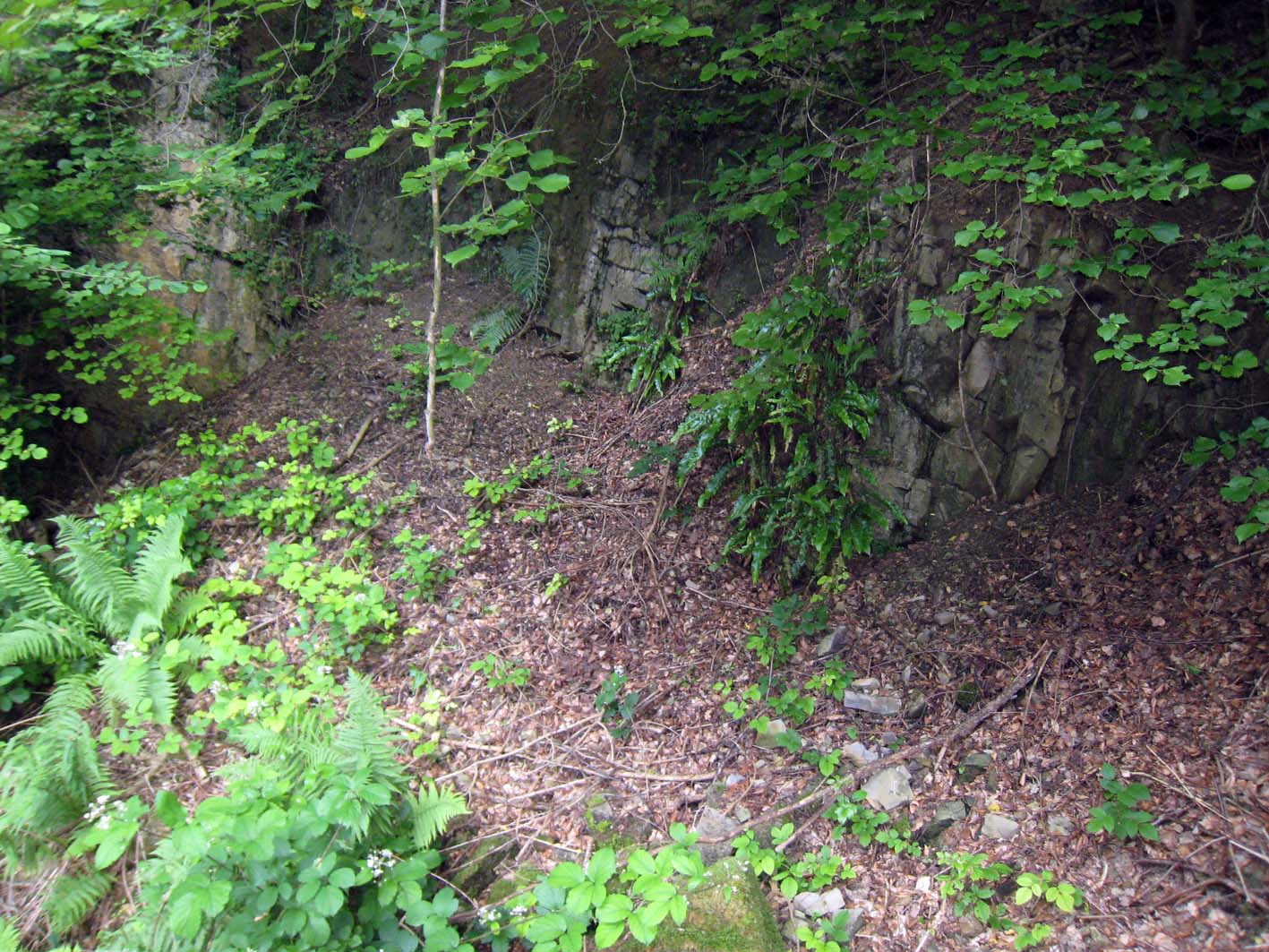
Wand des Steinbruchs

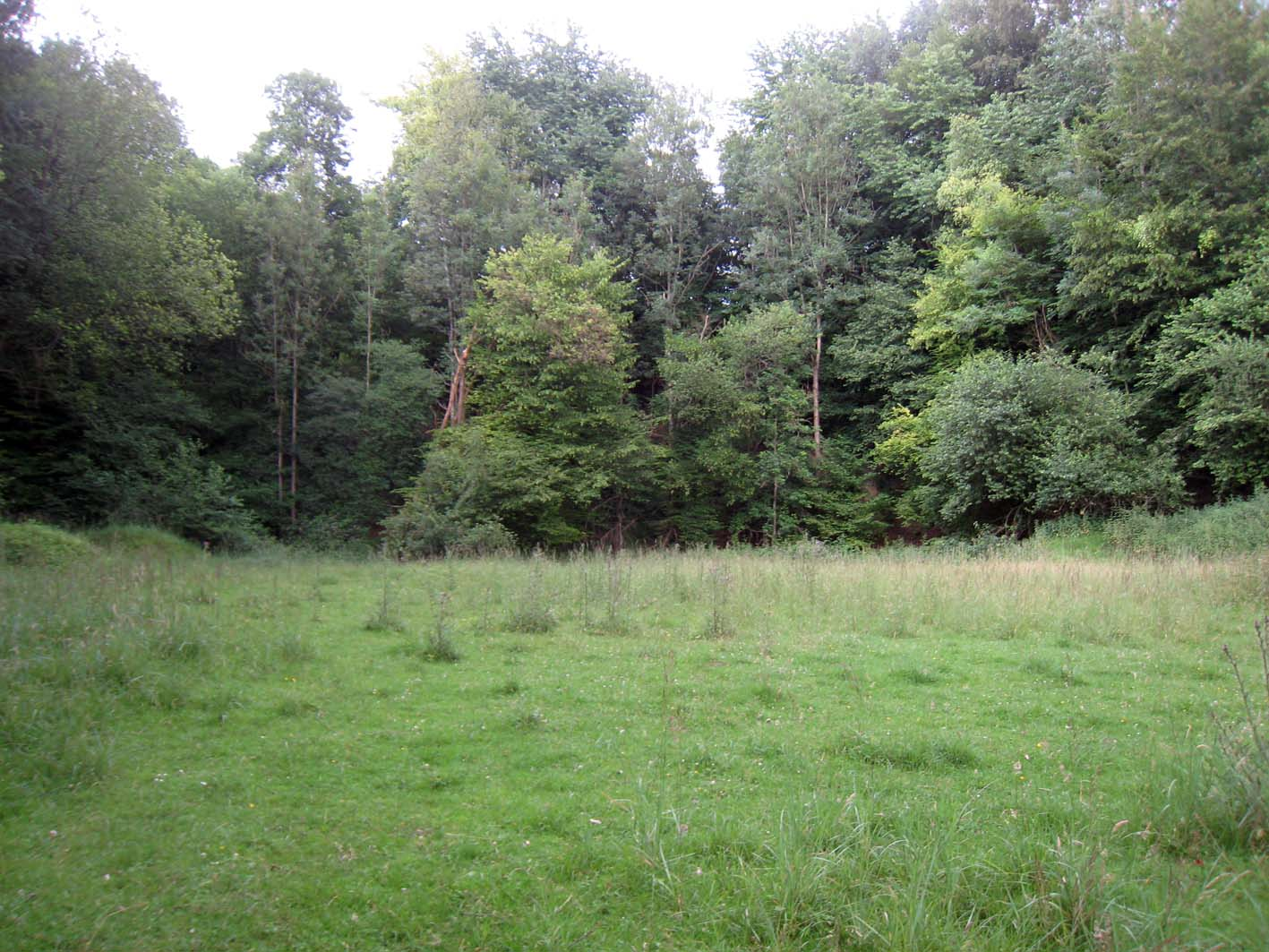
Plateau des Steinbruchs

Das Bodendenkmal Steinbruch Rosenthaler Weg erstreckt sich gegenüber dem Friedhof Herrenstrunden in Bergisch Gladbach. Das Gelände ist eingezäunt und dient heute als Schafweide.

## Beschreibung
Die Wände des Steinbruchs sind bedeutend für Forschung und Lehre. Bisher konnten folgende Fossilien nachgewiesen werden:
- Schnecken (zum Beispiel Loxonema Murchisonis, Buchelia, Bellerophon),
- Brachiopoden und
- Goniatiten.[1]

## Bodendenkmal
Das Gebiet ist unter Nr. 6 in die Liste der Bodendenkmäler in Bergisch Gladbach eingetragen.